# Носов, Михаил Григорьевич
Михаи́л Григо́рьевич Но́сов (род. 6 декабря 1940, Москва) — советский и российский синолог и японист, специалист в области международных отношений, внешней политики и международной безопасности, а также по внешней политике США в Азиатско-Тихоокеанском регионе. Доктор исторических наук, профессор. Член-корреспондент РАН (2006).

## Биография
В 1964 году окончил Институт восточных языков при МГУ. С 1964 по 1978 годы — младший научный сотрудник, научный сотрудник, старший научный сотрудник Института мировой экономики и международных отношений АН СССР. В 1970 году защитил кандидатскую диссертацию по теме «Японо-китайские отношения 1949—1970 гг.».
С 1978 по 1983 годы — старший научный сотрудник, заведующий сектором Института США и Канады АН СССР. В 1983—1984 годах — директор международного проекта в Стокгольмском международном институте проблем мира (СИПРИ).
С 1985 по 2004 годы — заведующий сектором, заместитель директора Института США и Канады. В 1990 году защитил докторскую диссертацию «Японский фактор в политике США. 1945—1990 гг.».
С 2000 по 2013 год — преподаватель факультета мировой политики Государственного академического университета гуманитарных наук при Российской академии наук (ГАУГН); с 2004 года — заместитель директора по научной работе Института Европы РАН. 25 мая 2006 года избран членом-корреспондентом РАН по Отделению общественных наук.
Ведёт преподавательскую деятельность в ГАУГН, МГУ, в Высшей школе экономики. Автор ряда учебников для российских вузов, включая пособия с использованием аудио- и видеотехники.

## Научная деятельность
Специалист в области международных отношений, внешней политики и международной безопасности. Ведёт исследование проблем взаимодействия России с США, Европой, Китаем и Японией.
Разработал методику, позволяющую анализировать не только детерминированные факторы взаимодействия международных систем, но и этнопсихологические аспекты политики, воздействующие на формирование международных отношений.
Входит в состав Ученого совета ИЕ РАН и ИСКР АН; экспертного совета РГНФ, редколлегий ряда российских и зарубежных научных журналов. Советник Экономической и социальной комиссии ООН для Азии и Тихого океана (ЭСКАТО); участник многих международных научных конференций.
Автор и редактор свыше 70 научных работ, включая 5 индивидуальных монографий.

## Научные труды

### Монографии
- Носов М. Г. Полвека японской внешней политики. — М.: Мысль, 1995.
- Носов М. Г. Россия между Востоком и Западом / Фонд «Мосты Восток — Запад». — М., 2003.
- Носов М. Г. ЕС — Китай: на пути к глобальному партнёрству / С. В. Смольников. — М.: Огни ТД, 2005. 51 С. — (Доклады Института Европы РАН; № 165).
- Носов М. Г. Америка, Европа, Россия в трансатлантическом пространстве / Э. Я. Баталов; Под ред. В. П. Фёдорова (отв. ред.) и др. — М.: Русский сувенир, 2009. 142 С. — (Доклады Института Европы РАН; № 237).
- Носов М. Г. Европа и Азия: политика, экономика, безопасность. — М.: Русский сувенир, 2010. 140 С. — (Доклады Института Европы РАН; № 265).

### Статьи
- Журкин, Виталий Владимирович : [арх. 21 октября 2022] / Носов М. Г. // Железное дерево — Излучение. — М. : Большая российская энциклопедия, 2008. — С. 134. — (Большая российская энциклопедия : [в 35 т.] / гл. ред. Ю. С. Осипов ; 2004—2017, т. 10). — ISBN 978-5-85270-341-5.